# (37496) 1287 T-2
1287 T-2 (asteroide 37496) é um asteroide da cintura principal. Possui uma excentricidade de 0.07210450 e uma inclinação de 11.98271º.
Este asteroide foi descoberto no dia 29 de setembro de 1973 por Cornelis Johannes van Houten e Ingrid van Houten-Groeneveld e Tom Gehrels em Palomar.